# Joshua Cook
Joshua Cook (17 de octubre de 1984) es un deportista australiano que compitió en judo. Ganó tres medallas en el Campeonato de Oceanía de Judo entre los años 2003 y 2006.

## Palmarés internacional
| Campeonato de Oceanía | Campeonato de Oceanía | Campeonato de Oceanía | Campeonato de Oceanía |
| Año                   | Lugar                 | Medalla               | Categoría             |
| --------------------- | --------------------- | --------------------- | --------------------- |
| 2003                  | Suva (Fiyi)           | Medalla de plata      | –66 kg                |
| 2004                  | Numea (Francia)       | Medalla de bronce     | –66 kg                |
| 2006                  | Papeete (Francia)     | Medalla de bronce     | –66 kg                |